# Скабелло

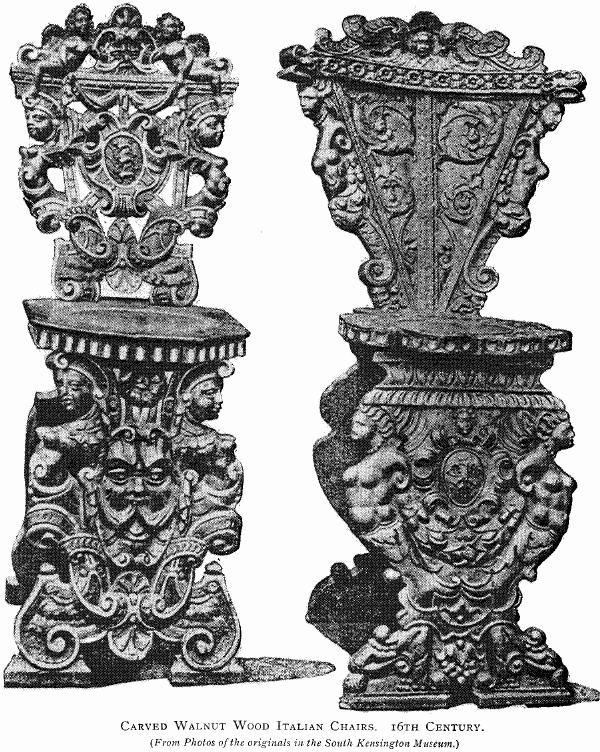
Стулья скабелло. Италия, XVI век

Скабе́лло (итал. scabello, от лат. scabellum, scamnum — доска, скамейка) — тип мебели эпохи итальянского Возрождения. Небольшой деревянный стул с узким сиденьем и высокой спинкой. Такие стулья происходят из крестьянской мебели. Для богатых заказчиков их украшали рельефной резьбой с росписью и позолотой. Скабелло прочны, устойчивы. В мемуарной литературе отмечают, что на них, несмотря на узкое сиденье, из-за отсутствия локотников было удобно сидеть дамам в пышных платьях. Распространенность подобной мебели, как и сундуков кассоне, стульев савонарола, обеспечивала их технологичность: одна доска для сиденья, другая, вертикальная, вместо передних ножек и третья образует заднюю опору вместе со спинкой.
В современном итальянском языке используют слово иного написания: sgabello. Но оно обозначает совсем другое: просто табуретка или подставка для ног. Историческое название старинного стула именно scabello, которое происходит непосредственно от латинского слова.